# Anatolikos Olymbos
Anatolikos Olymbos (griechisch Ανατολικός Όλυμπος ‚Ost Olymbos‘) ist ein Gemeindebezirk der Gemeinde  Dion-Olymbos im Süden der griechischen Region Zentralmakedonien. Die ehemals eigenständige Gemeinde der Präfektur Pieria wurde mit der griechischen Gemeindereform 2011 Gemeindebezirk. Der Gemeindebezirkhat eine Fläche von 152,67 km² und zählt 8.343 (2011) Einwohner. Der Verwaltungssitz der ehemaligen Gemeinde Anatolikos Olymbos war in Leptokarya. 
Der Gemeindebezirk Anatolikos Olymbos ist untergliedert in fünf Gebietskörperschaften der kommunalen Selbstverwaltung (Kinotita) mit weiteren Dörfern und Siedlungen.
| Stadtbezirk/Ortsgemeinschaft | griechischer Name              | Code     | Fläche (km²) | Einwohner 2011 | Dörfer und Siedlungen                                  |
| ---------------------------- | ------------------------------ | -------- | ------------ | -------------- | ------------------------------------------------------ |
| Leptokarya                   | Δημοτική Κοινότητα Λεπτοκαρυάς | 11020201 | 65,814       | 3700           | Leptokarya                                             |
| Pandeleimon                  | Τοπική Κοινότητα Παντελεήμονος | 11020202 | 16,593       | 0911           | Pandeleimon, Neos Pandeleimonas, Paralia Pandeleimonas |
| Platamonas                   | Δημοτική Κοινότητα Πλαταμώνος  | 11020203 | 08,148       | 2013           | Platamonas                                             |
| Pori                         | Τοπική Κοινότητα Πόρων         | 11020204 | 27,164       | 0770           | Nei Pori, Agios Dimitrios, Pori                        |
| Skotina                      | Τοπική Κοινότητα Σκοτίνης      | 11020205 | 18,865       | 2025           | Skotina, Ano Skotina, Paralia Skotinis                 |
| Gesamt                       | Gesamt                         | 110202   | 152,670      | 8343           |                                                        |